# Svensktoppen 1971

## Årets Svensktoppsmelodier 1971
| Nr | Artist                          | Titel                                         | Poäng | Antal veckor |
| -- | ------------------------------- | --------------------------------------------- | ----- | ------------ |
| 1  | Lena Andersson                  | Är det konstigt att man längtar bort nån gång | 641   | 13           |
| 2  | Cornelis Vreeswijk              | En fattig trubadur                            | 550   | 17           |
| 3  | Hootenanny Singers              | Aldrig mer                                    | 506   | 15           |
| 4  | Monica Forsberg                 | Får jag skänka dig min sång                   | 488   | 13           |
| 5  | Siv-Inger                       | Någon att älska                               | 433   | 11           |
| 6  | Family Four                     | Det var inte menat så                         | 347   | 9            |
| 7  | Björn Ulvaeus & Benny Andersson | Hej gamle man                                 | 325   | 10           |
| 8  | Trio me' Bumba                  | Brudmarsch från Delsbo                        | 294   | 8            |
| 9  | Roger Johnson                   | Idag sköt jag ihjäl en okänd man              | 280   | 10           |
| 10 | Anita Lindblom                  | En dans på rosor                              | 278   | 9            |
| 11 | Gunnar Wiklund                  | Man ska visa lite ömhet mot varandra          | 259   | 7            |
| 12 | Lennart Grahn                   | Min butterfly                                 | 254   | 9            |
| 13 | Svenne & Lotta                  | Små små ord                                   | 244   | 8            |
| 14 | Nina Lizell & Lee Hazlewood     | Vem kan segla förutan vind                    | 237   | 7            |
| 15 | Björn Ulvaeus & Benny Andersson | Tänk om jorden vore ung                       | 232   | 7            |